# Као Шанг
Као Шанг (в'єт. Cao Sang нар. 6 вересня 1973) – вʼєтнамський шахіст, у період з 2001 по 2010 рік представник Угорщини, гросмейстер від 2003 року.

## Шахова кар'єра
У першій половині 1990-х років до чільної когорти в'єтнамських шахістів. Між 1990 і 1996 роками чотири рази брав участь у шахових олімпіадах<, також був триразовим (1991-1995 роки) - учасником командного чемпіонату Азії, 1991 року вигравши бронзову медаль в особистому заліку на 5-й шахівниці.
1995 року оселився в Будапешті і в наступні роки неодноразово брав участь у регулярних турнірах First Saturday, на багатьох з яких, досягнувши успіху, зокрема тричі поділив 1-ше місце в 1995 році (FS07 ЇМ-А, разом з Максимом Івахіним; FS11 GM, разом з Шарунасом Шулскісом і Олександром Волжиним і FS12 GM, разом з Евартом Каном і Юрієм Ціммерманом), 2-ге місце у 1995 році (FS05 ЇМ, позаду Дао Тхьєн Хая), 2-ге місце в 1996 році. (FS07 GM, позаду Володимира Малахова) і 2-ге місце в 1997 році (FS02 GM, позаду Георга Зігеля).
2002 року завоював бронзову медаль у розіграному в Балатонлелле фіналі чемпіонату Угорщини. 2005 року кваліфікувався на Кубок світу, де в 1-му раунді переміг Андрія Волокітіна, а в другому поступився Сюй Цзюню. У 2009 році поділив 1-ше місце в Залакароші (разом з Дьюлою Папом і Нгуєном Хьюном Міном Хуєм) і в Харкані (разом з Євгеном Романовим і Костянтином Чернишовим).
Найвищий рейтинг Ело в кар'єрі мав станом на 1 січня 2010 року, досягнувши 2557 балів займав тоді 12-те місце серед угорських шахістів.

## Зміни рейтингу
| На цьому місці має відображатися графік чи діаграма, однак з технічних причин його відображення наразі вимкнено. Будь ласка, не видаляйте код, який викликає це повідомлення. Розробники вже працюють для того, щоби відновити штатне функціонування цього графіка або діаграми. | |
| | На цьому місці має відображатися графік чи діаграма, однак з технічних причин його відображення наразі вимкнено. Будь ласка, не видаляйте код, який викликає це повідомлення. Розробники вже працюють для того, щоби відновити штатне функціонування цього графіка або діаграми. |